# ملویل (نیویورک)
ملویل (به انگلیسی: Melville) یک منطقهٔ مسکونی در ایالات متحده آمریکا است که در شهرستان سافک، نیویورک واقع شده‌است. ملویل ۳۱٫۳ کیلومتر مربع مساحت و ۱۸٬۹۸۵ نفر جمعیت دارد و ۴۱ متر بالاتر از سطح دریا واقع شده‌است.